# تاتیانا اوکیوپنیک
تاتیانا اوکیوپنیک (به انگلیسی: Tatiana Olga Okupnik) (زاده ۲ سپتامبر ۱۹۷۸) خواننده، ترانه سرا لهستانی است.
او عضو گروه بلو کافه است.